# Alain Weill
Alain Weill (nacido el 6 de abril de 1961 en Estrasburgo) es un directivo y empresario francés en la industria de los medios y las comunicaciones móviles.

## Carrera
Weill obtuvo una licenciatura en economía y completó su MBA en HEC Paris. Su primera emisora profesional fue la emisora de radio privada NRJ en 1985, tras lo cual se convirtió en director general de Quarare, una filial del proveedor de servicios Sodexo. En 1990 regresó al sector de los medios de comunicación, inicialmente como asistente de dirección y más tarde como director general del grupo RTL. En este cargo se hizo cargo, entre otras cosas, de BFM en 2002 y lanzó el canal empresarial BFM TV en 2005.
Como funcionario múltiple, también formó parte de los consejos de supervisión de la empresa de telefonía móvil SFR y de la empresa de telecomunicaciones Iliad y dirigió el negocio operativo del proveedor de servicios de Internet Altice Europe, inicialmente como director de operaciones y luego como director general.